# Palo y hueso
Palo y hueso es una película en blanco y negro de Argentina dirigida por Nicolás Sarquís sobre su propio guion escrito en colaboración con Juan José Saer según el cuento homónimo de Juan José Saer que se estrenó el 7 de agosto de 1968 y que tuvo como protagonistas a Miguel Ligero,  Héctor da Rosa, Juana Martínez, Ramón 'Moncho' Beron y Ramón Franco. Como ayudante de cámara trabajó el futuro director de fotografía Julio Lencina.
Fue el primer largometraje del director, quien condujo un grupo de egresado del Instituto de Cinematografía de la Universidad Nacional del Litoral. Fue filmada en San José del Rincón en la provincia de Santa Fe.

## Sinopsis
Un viejo campesino compra la hija de un amigo para hacerla su mujer y al llevarla comprueba que un hijo ha tenido relaciones con ella. Los jóvenes deciden irse a la ciudad pero el anciano va tras ellos.

## Reparto
- Miguel Ligero	 ...	Don Arce
- Héctor da Rosa	 ...	Domingo
- Juana Martínez ...	Rosita
- Ramón 'Moncho' Beron	 ...	Rolon
- Ramón Franco	 ...	Amigo de Domingo
- Melchor Soperes

## Comentarios
La Prensa opinó:

”Su magistral sentido dramático y su riqueza de significados permiten pasar por alto algunas imperfecciones.”

La revista Panorama dijo:

”Cada personaje queda definido casi sin hablar….agudo registro caracteriológico. Miguel ligero, particularmente excelente”

Manrupe y Portela escriben:

”Un tratamiento seco, sin ornamentos, es el vehículo elegido para narrar una historia de seres que bajan la cabeza ante el estino marcado. El resultado es un film casi documental, austero y estimable.”